# 1.5次会
1.5次会（いってんごじかい）とは、お披露目のために行う結婚式の披露宴と二次会の中間形式のイメージで行われるパーティ。披露宴ほど形式張らず、二次会ほどくだけたものではないという特徴があり、レストランなどで会費を徴収して行われるケースが多い。

## 概要
一口に1.5次会と言ってもそのスタイルは多様であり、披露宴並みにフォーマルな形をとるものもあれば、友人らを中心とした立食パーティの形をとるものもある。
日本国外で挙式した者が、現地あるいは帰国後に行う場合もある。またできちゃった結婚をしたカップルが時間をかけずにパーティを開くのにこの形式をとったり、新郎と新婦の出身地が離れている場合に両方の地元で披露宴を行う余裕がない場合にも行われる。
ぐるなびウエディングの調査によると、1.5次会では会費制を選ぶ方が半数以上を占め、一般的な披露宴のご祝儀相場が約3万円であるのに対し、会費制の相場は1.5万円未満とされている。
日本国外で挙式をした者が行う1.5次会は、渡航費用等の問題で友人に式へ出席してもらうことが難しい場合が多く、彼らに祝ってもらうために開かれる会である。

## 市場背景
矢野経済研究所の調査によると、2023年のブライダル関連市場規模は前年比111.2％の1兆9,708億円となり、挙式披露宴・披露パーティ市場が好調に推移している。
家族婚ナビによる詳細な分析では、会費制ウェディングの最大のメリットとして「ゲストと新郎新婦、両方の金銭的負担を減らせる」点が挙げられており、ゲストが支払う金額があらかじめ決まっているため費用の計画が立てやすいとしている。
大手ホテルチェーンのホテル椿山荘東京は、会費制結婚式について「堅いイメージのある披露宴よりも、カジュアルなウエディングパーティーで気軽に楽しんでもらいたいというカップルに、人気が高いスタイル」と解説している。
マイナビウエディングの業界分析によると、会費制ウエディングは「友人だけを招いてのカジュアルなパーティや、海外・国内リゾート挙式後の地元でのお披露目会・1.5次会などで活用するカップルが増えている」としている。